# 柱三 (角宿)
豺狼座ι，又名CD-45 9084，HD 125238、SAO 224833、HR 5354，是豺狼座的一颗恒星，视星等为3.55，位于銀經318.48，銀緯14.14，其B1900.0坐标为赤經14h 12m 59.9s，赤緯-45° 14.14′ 47″。